# Volo Air China 129
Il volo Air China 129 era un volo di linea tra l'aeroporto di Pechino-Capitale e l'Aeroporto Internazionale di Busan-Gimhae. Il 15 aprile 2002, il Boeing 767 che lo effettuava si è schiantato su una collina vicino a Busan, uccidendo 129 delle 166 persone a bordo.
Secondo il rapporto pubblicato nel 2005 dal Korea Aviation Accident Investigation Board (KAIB), l'incidente era da attribuire a un errore del pilota che aveva condotto l'aereo al di sotto dell'altezza minima di sicurezza; venne inoltre appurato che i piloti erano stati addestrati sul simulatore per effettuare atterraggi non strumentali solamente all’aeroporto di Pechino e mai all'aeroporto di Busan e che i controllori di volo non utilizzarono il Minimum safe altitude warning quando persero il contatto visivo del volo 129.
Il volo è stato il primo incidente mortale occorso a un velivolo di Air China. Inoltre, è il terzo più grave incidente accaduto ad un Boeing 767, preceduto dal Volo EgyptAir 990 e dal Volo Lauda Air 004.

## L'incidente

Mappa della disposizione dei passeggeri, in rosso le vittime

Il Boeing 767 decollò da Pechino alle 08:37 locali (00:37 UTC) e dopo circa 2 ore di volo giunse vicino all'aeroporto di Pusan, sul quale era presente una perturbazione con pioggia. Alle 11:16 locali (02:16 UTC), i piloti ricevettero dalla torre di controllo l'autorizzazione per un avvicinamento ILS per la pista 36L per poi effettuare una virata di 180° per la pista 18R (la stessa pista ma in direzione opposta). Durante la virata i piloti persero il contatto visivo con la pista, non si accorsero di essere usciti al di fuori dell'area sicura di manovra e, alle 11:21 locali (02:21 UTC),  portarono il velivolo a schiantarsi contro il fianco di una collina.
L'aeromobile impattò prima con l'ala destra contro un albero, dopodiché si schiantò al suolo; la forza dell'impatto spezzò l'aeromobile in diverse parti: le ali, l'impennaggio di coda e i due motori si separarono provocando un incendio che investì il resto della fusoliera. 37 passeggeri riuscirono a salvarsi, incluso il comandante.

## L'aereo
L'aeromobile era un Boeing 767-200ER avente codice di registrazione B-2552. Fu consegnato ad Air China nel 1985 e fino al giorno dell'incidente aveva accumulando 39500 ore di volo e compiuto 14500 cicli.

## Passeggeri e equipaggio
Dei 155 passeggeri a bordo, 135 provenivano dalla Corea del Sud, 19 dalla Cina e 1 dall'Uzbekistan.
| Nazionalità   | Passeggeri | Equipaggio | Totale |
| ------------- | ---------- | ---------- | ------ |
| Cina          | 20         | 11         | 31     |
| Corea del Sud | 135        | 0          | 135    |
| Uzbekistan    | 1          | 0          | 1      |
| Totale        | 155        | 11         | 166    |

L'equipaggio era formato da:
- Comandante Wu Xinlu: dopo aver conseguito il brevetto di volo nel 1994 cominciò subito a volare per Air China e nel novembre 2001 divenne comandante. Poteva vantare oltre 6000 ore di volo su Boeing 767 e aveva volato 5 volte a Pusan.[8]
- Primo Ufficiale (copilota) Gao Lijie: dopo essersi diplomato all'accedemia aeronautica entrò a far parte di Air China il 23 febbraio 2002. Aveva alle spalle 5295 ore di volo ed era atterrato a Pusan due volte.[9]
- Primo Ufficiale (terzo pilota) Hou Xiangning: dopo aver conseguito il brevetto di volo nel 1997 entrò subito a far parte di Air China. Aveva accumulato 1775 ore di volo e non era mai atterrato a Pusan.[10]

## Le indagini

### Condizioni meteorologiche
Nella zona dell'aeroporto di Pusan durante l'autunno e l'inverno il vento soffia da nord ma durante l'estate soffia da sud. La visibilità è spesso scarsa a causa della vicinanza con il mare dal quale proviene foschia. Quando il vento soffia da sud e incontra le montagne a nord dell'aeroporto genera nubi basse e nebbia che incombono verso la pista 18R causando spesso piogge.
Le condizioni meteo al momento dell'incidente non erano buone: le immagini satellitari mostrarono che vi erano grossi ammassi di nubi portatrici di pioggia che si estendevano da Pusan fino alle coste meridionali del Giappone, in aggiunta vi erano anche raffiche di vento fino a 16 nodi. Le squadre di soccorso dichiararono che sul luogo dell'impatto vi erano pioggia e nebbia fitta.

### Luci dell'aeroporto
Gli investigatori interrogarono il comandante Wu il quale affermò che durante la fase di avvicinamento alla pista 36L cercò le luci dell'aeroporto ma non riuscì a vedere né le luci dell'avvicinamento né quelle per il circuito; tuttavia secondo i dati del controllo automatico delle luci della pista e la testimonianza del capo turno della torre di controllo tutte le luci erano accese e funzionanti al momento dell'incidente.

### Testimonianze dei superstiti
A bordo del volo 129 vi erano in totale 155 passeggeri, tra cui 5 bambini di età compresa tra i 3 e i 9 anni, e 11 membri dell'equipaggio; allo schianto sopravvissero 39 persone ma due di queste morirono in ospedale nei giorni successivi.
Sulla base delle dichiarazioni dei passeggeri superstiti si appurò che l'impatto contro la collina fu improvviso; tutti gli oggetti all'interno della cabina caddero per terra, i sedili vennero sradicati dalle loro sedi e finirono nella parte anteriore dell'aeromobile; tutte le luci si spensero facendo diventare l'interno della cabina completamente buia. La gran parte dei passeggeri perse coscienza al momento dell'impatto, alcuni di loro ebbero gambe e piedi incastrati nei sedili di fronte a loro. L'incendio immediatamente divampato penetrò nella cabina e la saturò di fumo denso che rese difficile la respirazione ai sopravvissuti che riuscirono a fuggire attraverso gli squarci della fusoliera, chi camminando e chi trascinandosi. Mentre si allontanavano dall'aereo in fiamme udirono diverse esplosioni e videro alte colonne di fuoco sprigionarsi nel cielo.

## Il rapporto finale
Le scatole nere furono recuperate dal luogo dello schianto e analizzate dagli investigatori ma non rivelarono nessun malfunzionamento degli strumenti di bordo e dei controlli di volo.
Il rapporto finale del Korea Aviation Accident Investigation Board fu emesso il 4 marzo 2005 e accertava che l'incidente era dovuto a:
1. i piloti eseguirono l'avvicinamento senza considerare le condizioni minime di visibilità per il tipo di aereo che stavano conducendo, inoltre durante il briefing effettuato prima di cominciare la manovra di atterraggio non presero in considerazione la possibilità di effettuare un go around;
2. i piloti non riuscirono a coordinarsi e persero la consapevolezza situazionale durante il circuito per la pista 18R portando il velivolo al di fuori dell'area sicura di virata;
3. i piloti non eseguirono un go around nonostante la visibilità fosse talmente bassa da non permettere loro di vedere la pista;
4. quando circa 5 secondi prima dell'impatto il primo ufficiale disse al comandante di riattaccare per eseguire il go around, il comandante non reagì e il primo ufficiale non iniziò lui stesso le procedure per il mancato avvicinamento.

Altri fattori che contribuirono all'incidente, i principali furono:
1. i piloti furono addestrati per effettuare un circling approach solamente per l'aeroporto di Pechino ma non per quello di Pusan;
2. Air China non aveva provveduto ad aggiornare il sistema GPWS nonostante le raccomandazioni di Boeing rilasciate nel 1989;
3. Air China fornì solamente una copia della mappa contenente le manovre di avvicinamento, in questo modo il copilota non poteva essere a conoscenza delle procedure corrette; inoltre sulla mappa non vi erano raffigurate le colline a nord dell'aeroporto;
4. i piloti effettuarono la manovra di avvicinamento a una velocità di 20 nodi più alta di quella raccomandata dai manuali.

Oltre al rapporto rilasciato dagli investigatori coreani, gli investigatori cinesi rilasciarono un secondo rapporto in cui si attestava che:
1. Il controllore di volo Park Junyog era privo della licenza da parte del ministero dei trasporti sudcoreano;
2. Il controllore di volo non conosceva le caratteristiche e i limiti del Boeing 767 e lo autorizzò a scendere a un'altitudine di 700 piedi (213 metri) anziché 1100 piedi (335 metri);
3. I controllori di volo non informarono i piloti del maltempo presente sull'aeroporto, infatti gli 8 voli precedenti il volo 129 furono dirottati su altri aeroporti;
4. Il radar e il sistema di illuminazione della pista presentavano diversi malfunzionamenti.

## Numero del volo
Nonostante l'incidente, Air China ha continuato a operare sulla tratta Pechino-Pusan utilizzando lo stesso identificativo del volo. Il 17 aprile, due giorni dopo lo schianto, un Boeing 767 con 106 passeggeri a bordo è atterrato Pusan, accumulando però oltre 10 ore di ritardo a causa del maltempo.

## Rappresentazioni televisive
Il volo Air China 129 è stato analizzato nella puntata Disastro in Corea della diciassettesima stagione del documentario Indagini ad alta quota trasmesso da National Geographic Channel.